# Guy de Montferrand
Ne doit pas être confondu avec Langoiran.
Guy de Montferrand, dit Langoiran, né vers 1540 et mort en mai 1591, est un noble français qui s'illustra aux côtés des huguenots lors des guerres de Religion en France. 

## Famille
Guy est le fils de Charles Ier de Monferrand († 1548), chevalier et baron de Langoiran et de Montferrand (cf. l'article Bertrand IV) et de Françoise d'Aydie, demoiselle de la chambre de la reine, fille d'Odet d'Aydie le Jeune, frère cadet d’Odet d'Aydie, conseiller, sénéchal et chambellan de Louis XI.
Il est le frère cadet de Charles II Gaston de Montferrand, gouverneur et maire de Bordeaux et fervent partisan des catholiques.
Guy épouse Jeanne d'Eschelles, par son mariage dame de Montferrand, de Langoiran et de Frespech, fille de Jean d'Eschelles, chevalier seigneur d'Oucques, gentilhomme ordinaire de la chambre du roi de France, et de Marguerite de Beaufils.
Guy de Montferrand et Jeanne d'Eschelles ont un fils Gédéon (mort en juin 1591).

## Biographie
Vers 1560, Guy de Montferrand est chargé avec le seigneur de Duras (sur ordre du prince de Condé) de lever une troupe de légionnaires en Guyenne. 
En 1562, au combat de Targon, les troupes de Duras et Langoiran furent battues par Blaise de Montluc. À la suite de cette défaite, les deux capitaines se retirèrent à Tonneins, puis à Caumont. Secourus par leur parent commun, Jacques de Pons, baron de Mirambeau, ils s’emparèrent successivement de Penne, de Tournon, de  Lauzerte et de Caylus.
Le 9 octobre 1562, au combat de Vergt (près de Vélines, Dordogne), ce fut un désastre pour le parti protestant. L’armée était commandée par Duras, Langoiran, le capitaine de Peyrelongue et Bordet.
Informé de ces échecs successifs,  La Rochefoucauld qui avait déjà commencé son mouvement sur Paris, rentre en Saintonge et envoie aux calvinistes du Périgord, refoulés sur le Lot, un secours de 300 cavaliers, commandés par Bordet, trois enseignes de gens de pied sous les ordres de Guy de Montferrand, de Saint-Paul et de Pardaillan[Lequel ?], et quatre pièces d'artillerie.
En 1567, Langoiran (après la mort de Duras) rejoint Condé et assista au siège de Paris ainsi qu’à la bataille de Charenton et de Poissy qui se conclurent par deux défaites pour le parti protestant. Quelque temps après, le prince de Condé, vaincu à Dreux, était fait prisonnier. Orléans, la dernière place forte des protestants, fut assiégée.
En 1573, les habitants de Sainte-Foy-la-Grande et Bergerac supplièrent Guy de Montferrand de venir le secourir avec Geoffroy de Vivans (né au château de Castelnau) son fidèle ami. Langoiran remit en état les murailles de Bergerac pour affronter les catholiques. 
Le 21 juin 1574, Geoffroy de Vivans, le fidèle ami de Langoiran, s’empare de Monpazier.
En 1574, Langoiran se porte avec plusieurs capitaines au secours du vicomte de Lavedan et parvient à le dégager. Lavedan était le chef des protestants dans la Haute-Auvergne, il donnait la main, d'un côté, aux huguenots du Rouergue et des Cévennes, et de l'autre, à ceux du Limousin et du Quercy
Le 31 août 1574, Langoiran se dirige vers Monflanquin pour chasser les catholiques. Langoiran, qui à l’époque était gouverneur du Périgord pour « ceux de la religion réformée » et Vivans s’engouffrèrent dans la ville avec 2000 hommes et firent prisonniers 125 gentilshommes catholiques.
Le 7 août 1575, Montferrand s’attaque à Périgueux qu’il pille et saccage. La ville reste jusqu’en 1581 aux mains des protestants. Les gouverneurs successifs sont par ordre chronologique : Langoiran, le vicomte de Turenne, de Choupes, baron d’Auros (qui gouverna la ville au moment où Vivans et Langoiran firent campagne avec le duc d’Anjou) de Vivans (1578), et enfin le capitaine Belsunce, qui, en 1581, se laissa enlever la ville par Jean de Chilhaud. Vivans et Langoiran semblent s’être disputés durant un temps pour la gouvernance de la ville.
Guy meurt en avril 1591 après avoir vendu le château de Langoiran et ses terres le 28 juin 1578 à Marie de Chaumont, femme de Bertrand Arnoul pour la somme de 13 333 écus d'or.
Sa veuve, la baronne de Montferrand se vit contrainte après la mort de son fils Gédéon de Montferrand survenue un mois après la mort de son père en mai 1591, de vendre le château de Montferrand, berceau de la famille pour rembourser les dettes accumulées durant les guerres de Religion.